# Santiago Blanco
Pour les articles homonymes, voir Blanco.
Santiago Blanco Gil (né le 13 juin 1974 à Puerto de Béjar dans la province de Salamanque) est un ancien coureur cycliste espagnol.

## Biographie
Après de bons résultats dans les catégories jeunes, et notamment un titre de champion d'Espagne junior en 1992, Santiago Blanco commence sa carrière professionnelle en 1995 dans l'équipe Banesto de Miguel Indurain. Il ne tarde pas à être répertorié parmi les successeurs potentiels du quintuple vainqueur du Tour de France. Il reçoit le surnom de "pata negra", le jambon noir espagnol renommé pour sa qualité. En effet, il remporte dès sa première année le Trofeo Castilla-Leon ainsi qu'une étape de la Colorado Classic, et surtout se classe parmi les dix premiers de plusieurs courses par étapes telles que le Tour de Murcie, le Critérium international, le Tour des Asturies ou la Bicyclette basque.
L'année suivante, il ne remporte pas de victoire. Il participe néanmoins à son premier Tour d'Espagne, qu'il termine à la 33e place.
Victorieux à trois reprises en 1997, il est également troisième de Paris-Nice. Pour son premier Tour de France, il est 27e à Paris.
Il quitte la Banesto en 1998 en rachetant son contrat, pour rejoindre la nouvelle équipe espagnole Vitalicio Seguros-Grupo Generali qui lui propose un salaire de deux millions de francs par an, soit le double de la Banesto. Ce transfert déçoit le directeur de l'équipe Banesto José Miguel Echavarri. Il permet à Blanco de soustraire au leadership d'Abraham Olano et de José María Jiménez et d'être leader de sa formation pour le Tour 1998. Il ne termine cependant pas l'épreuve, les équipes espagnoles abandonnant en signe de protestation contre les descentes de police.
En 1999, Santiago Blanco ne prend pas part au Tour de France, mais à celui d'Italie, et s'illustre surtout en prenant la dixième place de la Vuelta. Il s'agira de son meilleur résultat au classement final d'un grand tour. De nouveau présent sur ces deux épreuves en 2000, il y confirme ses bonnes dispositions pour les courses de trois semaines (11e en Italie, 13e en Espagne). Il termine notamment troisième de la redoutable étape d'Arcalis remportée par Roberto Laiseka.
L'équipe Vitalicio Seguros-Grupo Generali disparaissant en fin de saison, Blanco est de retour dans l'équipe de ses débuts en 2001. Il y remporte avec panache la dixième étape du Tour d'Espagne, arrivant en solitaire à La Molina et avec près de trois minutes d'avance sur le second, le grimpeur danois Claus Michael Møller. Il réalise une performance similaire en 2002, cette fois à La Covatilla (2010 mètres d'altitude) où il arrive avec 39 secondes d'avance sur Roberto Heras. Ses places aux classements finaux ne sont cependant pas à la hauteur des espoirs suscités au début de sa carrière.
En 2003, Santiago Blanco rejoint l'équipe Relax-Fuenlabrada. Il n'y signe aucun succès, son meilleur résultat étant une huitième place au Tour de Catalogne.
En avril 2004, il est contraint de mettre un terme à sa carrière en raison d'une endofibrose artérielle.

## Palmarès

### Palmarès amateur
| - 1991 - Tour de Pampelune - 2e du Giro della Lunigiana - 3e du championnat d'Espagne sur route juniors - 1992 - Champion d'Espagne sur route juniors - 1993 - Subida a Altzo | - 1994 - Circuito de Pascuas - Tour de Navarre - Subida a Gorla - Subida a Altzo - 2e du Tour de la Bidassoa |  |

### Palmarès professionnel
| - 1995 - Trophée Castille-et-León - 2e étape de la Colorado Classic - 3e de la Colorado Classic - 1997 - 3e étape du Tour de La Rioja - 2e et 3e étapes de la Bicyclette basque - 3e de Paris-Nice - 9e de la Classique des Alpes - 1998 - 4e étape du Tour des Asturies - 3e du Tour des Asturies - 3e de la Route du Sud - 1999 - Subida al Naranco - 3e du Tour d'Andalousie - 10e du Tour d'Espagne | - 2000 - 4e étape du Tour d'Andalousie - 6e de la Semaine catalane - 2001 - 10e étape du Tour d'Espagne - 2e du championnat d'Espagne sur route - 2002 - 18e étape du Tour d'Espagne - 2003 - 8e du Tour de Catalogne |  |

## Résultats sur les grands tours

### Tour de France
4 participations
- 1997 : 27e
- 1998 : équipe non-partante (18e étape)
- 2001 : abandon (13e étape)
- 2002 : 57e

### Tour d'Espagne
7 participations
- 1996 : 33e
- 1998 : 32e
- 1999 : 10e
- 2000 : 13e
- 2001 : 21e
- 2002 : 45e
- 2003 : 61e

### Tour d'Italie
2 participations
- 1999 : abandon (19e étape)
- 2000 : 11e